# Kedah
Kedah – stan w Malezji, na Półwyspie Malajskim, graniczący z Tajlandią. Obejmuje obszar 9425 km², zamieszkuje go 1 778 188 ludzi. Stolicą stanu jest Alor Setar.

## Historia
Królestwo Kedah powstało w IV wieku. W 1136 r. król Kedah przyjął islam oraz tytuł sułtana. Od 1821 pod protektoratem Syjamu, a od 1909 r. – Wielkiej Brytanii. Od 1963 r. część Malezji. Obecnie sułtanem stanu jest Tunku Mahmud Sallehuddin.